# 鈴木治夫 (数学者)
鈴木 治夫（すずき はるお、1931年 ‐ ）は、日本の数学者。理学博士（シカゴ大学）。専門は幾何学。北海道大学名誉教授。山形県出身。

## 略歴
- 1953年東北大学理学部数学科卒
- シカゴ大学大学院数学研究科修了
- シガゴ大学大学院研究員を経て、九州大学理学部助教授
- 1967年北海道大学理学部教授
- 1994年北海道大学停年退官。同名誉教授。千葉大学理学部教授
- 2001年千葉大学退官。東北文化学園大学科学技術学部客員教授
- 2004年東北文化学園大学が民事再生法適用により退職

## 受賞歴
- 瑞宝中綬章（2010年）

## 主著
- 『微分多様体入門』（サイエンス社、1979年）
- 『多様体の幾何学』（編著、北海道大学理学部、1983年〈昭和58年〉～1988年〈昭和63年〉）